# Chaipat Cheumsrijun
Chaipat Cheumsrijun (thailändisch ชัยพัฒน์ เชื่อมศรีจันทร์, * 12. Februar 1998 in Sukhothai) ist ein thailändischer Fußballspieler.

## Karriere
Chaipat Cheumsrijun erlernte das Fußballspielen in der Jugendmannschaften vom Angthong FC und vom Sukhothai FC. Seinen ersten Vertrag unterschrieb er 2016 beim Sukhothai FC. Der Verein aus Sukhothai spielte in der ersten Liga, der Thai League. Direkt nach seiner Vertragsunterschrift wurde er an den Samut Prakan FC ausgeliehen. Der Verein aus Samut Prakan spielte in der damaligen dritten Liga, der Regional League Division 2. Hier trat Samut in der Eastern Region an. 2017 kehrte er nach der Ausleihe zum Erstligisten zurück. Für Sukhothai kam er 2017 in der ersten Liga einmal zum Einsatz. Hier wurde er am 18. November 2017 im Auswärtsspiel gegen den Nakhon Ratchasima FC in der 86. Minute für Lursan Thiamrat eingewechselt. 2018 wechselte er zu seinem Jugendverein Angthong FC. Der Verein aus Angthong spielte in der zweiten Liga, der Thai League 2. Wie lang er bei Angthong unter Vertrag stand, ist unbekannt. Seit mindestens 2020 steht er beim Drittligisten Uttaradit FC in Uttaradit  unter Vertrag. Der Verein spielte in der dritten Liga, der Thai League 3.